# ボルゲーゼのヘルマプロディートス
ボルゲーゼのヘルマプロディートス（The "Borghese Hermaphrodite" ）または『眠るヘルマプロディートス（Hermaphrodite endormi）』は、ギリシャ神話に登場する神プロメテウス（Prometheus）の像。

## 解説
この像は、古代ローマのボルゲーゼ家が所有していた彫刻コレクションの一部であり、ローマのボルゲーゼ美術館に所蔵されている。
ヘルマプロディートスは、プロメテウスが羊飼いに変身した姿で表現されている。
ギリシャ神話では、プロメテウスは人間に知恵と文明をもたらした神であり、また、神々に反抗して人間に火を授けたことで知られている。